# Eudoxia Saburova
Eudoxia Saburova, född okänt år, död 1620, var en rysk kronprinsessa (tsetsarevna).  
Hon var dotter till Bogdan Y. Saburov, och gifte sig 1571 med Tsarevitj Ivan Ivanovitj av Ryssland, son till tsar Ivan den förskräcklige. Hennes svärfar skilde henne från maken år 1572 och placerade henne i kloster för barnlöshet.  